# Сентертон (Арканзас)
Сентертон (англ. Centerton) — місто (англ. city) в США, в окрузі Бентон штату Арканзас. Населення — 17 792 особи (2020).

## Географія
Сентертон розташований на висоті 382 метра над рівнем моря за координатами 36°21′25″ пн. ш. 94°17′46″ зх. д. / 36.35694° пн. ш. 94.29611° зх. д. (36.357023, -94.296020). За даними Бюро перепису населення США в 2010 році місто мало площу 30,80 км², з яких 30,45 км² — суходіл та 0,35 км² — водойми.

## Демографія
Згідно з переписом 2010 року, у місті мешкало 9515 осіб у 3319 домогосподарствах у складі 2530 родин. Густота населення становила 309 осіб/км². Було 3715 помешкань (121/км²).
Расовий склад населення:
| - 84,0 % — білих - 3,6 % — чорних або афроамериканців - 2,3 % — азіатів - 1,2 % — корінних американців - 0,1 % — вихідців з тихоокеанських островів - 6,2 % — осіб інших рас |

До двох чи більше рас належало 2,6 %. Іспаномовні складали 12,2 % від усіх жителів.
За віковим діапазоном населення розподілялося таким чином: 34,4 % — особи молодші 18 років, 62,1 % — особи у віці 18—64 років, 3,5 % — особи у віці 65 років та старші. Медіана віку мешканця становила 27,9 року. На 100 осіб жіночої статі у місті припадало 96,3 чоловіків; на 100 жінок у віці від 18 років та старших — 91,8 чоловіків також старших 18 років.
Середній дохід на одне домашнє господарство становив 70 323 долари США (медіана — 56 552), а середній дохід на одну сім'ю — 75 859 доларів (медіана — 61 717). Медіана доходів становила 45 690 доларів для чоловіків та 40 018 доларів для жінок. За межею бідності перебувало 6,2 % осіб, у тому числі 6,5 % дітей у віці до 18 років та 0,8 % осіб у віці 65 років та старших.
Цивільне працевлаштоване населення становило 5204 особи. Основні галузі зайнятості: роздрібна торгівля — 29,9 %, освіта, охорона здоров'я та соціальна допомога — 14,7 %, науковці, спеціалісти, менеджери — 12,9 %.
За даними перепису населення 2000 року в Сентертоні проживало 2146 осіб, 602 родини, налічувалося 730 домашніх господарств і 796 житлових будинків. Середня густота населення становила близько 206 осіб на один квадратний кілометр. Расовий склад Сентертона за даними перепису розподілився таким чином: 96,37 % білих, 0,14 % — чорних або афроамериканців, 0,93 % — корінних американців, 0,19 % — азіатів, 1,68 % — представників змішаних рас, 0,70 % — інших народів. іспаномовні склали 4,05 % від усіх жителів міста.
З 730 домашніх господарств в 50,5 % — виховували дітей віком до 18 років, 69,3 % представляли собою подружні пари, які спільно проживали, в 10,3 % сімей жінки проживали без чоловіків, 17,4 % не мали сімей. 13,3 % від загального числа сімей на момент перепису жили самостійно, при цьому 3,7 % склали самотні літні люди у віці 65 років та старше. Середній розмір домашнього господарства склав 2,94 особи, а середній розмір родини — 3,23 особи.
Населення міста за віковим діапазоном за даними перепису 2000 року розподілилося таким чином: 34,6 % — жителі молодше 18 років, 7,5 % — між 18 і 24 роками, 38,5 % — від 25 до 44 років, 13,1 % — від 45 до 64 років і 6,3 % — у віці 65 років та старше. Середній вік мешканця склав 29 років. На кожні 100 жінок в Сентертоні припадало 94,6 чоловіків, у віці від 18 років та старше — 91,8 чоловіків також старше 18 років.
Середній дохід на одне домашнє господарство в місті склав 46 600 доларів США, а середній дохід на одну сім'ю — 50 000 доларів. При цьому чоловіки мали середній дохід в 31 216 доларів США на рік проти 22 731 долар середньорічного доходу у жінок. Дохід на душу населення в місті склав 17 530 доларів на рік. 6,2 % від усього числа сімей в окрузі і 7,7 % від усієї чисельності населення перебувало на момент перепису населення за межею бідності, при цьому 10,1 % з них були молодші 18 років і 5,8 % — у віці 65 років та старше.